# Abbaye de Bonnevaux
Pour les articles homonymes, voir Abbaye de Bonnevaux (Poitou) et Bonnevaux.
L'abbaye de Bonnevaux est une ancienne abbaye cistercienne, septième abbaye fille de Cîteaux, située sur le territoire de la commune de Villeneuve-de-Marc entre Saint-Jean-de-Bournay et La Côte-Saint-André, en Isère (France). Fondée en 1117, elle fut vendue comme carrière de pierres vers 1830.

## Histoire
L'abbaye de Bonnevaux fut fondée par Gui de Bourgogne, archevêque de Vienne en 1117, à Saint-Symphorien-de-Marc, aujourd'hui Villeneuve-de-Marc, l'année qui précéda son élévation au siège pontifical sous le nom de Calixte II. C'est la septième abbaye-fille de Cîteaux. 
Jean, premier abbé de Bonnevaux, natif de Lyon, avait d'abord été chanoine de cette ville. Il fit vœu d'entrer dans l'ordre cistercien ; mais effrayé de sa faiblesse plus encore que des rigueurs de la règle de saint Benoît, il voulut de son propre chef commuer son vœu et entreprit le voyage de Saint-Jacques-de-Compostelle. À peine de retour à Lyon une vision menaçante l'avertit de son erreur. Jésus-Christ lui apparut accompagné de saint Pierre et de saint Jacques. Le premier tenait en main un livre dans lequel étaient inscrits le nom des élus et le lisait à haute voix. Il prononça le nom de Jean, mais le Seigneur se levant, l'air irrité, dit à saint Pierre : « Effacez ce nom du livre de vie, Jean est un parjure ». Alors saint Jacques intercéda pour son dévot pèlerin et obtint son pardon, mais il promit au nom de Jean que ce dernier embrasserait l'ordre cistercien. S'étant réveillé, le chanoine n'eut garde de rester sourd à cet avertissement céleste. Dès le lendemain, au milieu de la nuit, il partit pour Cîteaux sans avertir personne de sa détermination.
Admis au nombre des religieux, il donna l'exemple des plus hautes vertus et fut jugé digne par son abbé d'être mis à la tête de la colonie que Cîteaux envoya pour fonder le monastère de Bonnevaux. Il fut le modèle des supérieurs, comme il avait été le modèle des religieux et fonda les abbayes de Tamié, au diocèse de Tarentaise, de Léoncel, au diocèse de Valence et de Mazan, au diocèse de Viviers. En 1138, le pieux abbé de Bonnevaux, jugé seul capable de guérir les maux qui affligeaient l'Église de Valence fut arraché des bras de ses religieux et élevé sur le siège épiscopal de cette ville qu'il occupa jusqu'en 1145, année de sa mort. Sa vie a été écrite par un de ses contemporains, mais elle n'a jamais été publiée. Cet hagiographe a résumé en trois mots les travaux du saint évêque de Valence ; la gloire de Dieu, le salut de son âme, le soin de son troupeau.
Sixième abbé de Bonnevaux, saint Hugues de Chateauneuf, (saint Hugon) neveu du célèbre évêque de Grenoble, gouvernera pendant vingt-huit ans l'abbaye. Parmi ses prouesses, il va réussir à réconcilier l'empereur Frédéric Barberousse et le pape Alexandre III (1177). Une chapelle lui est dédiée aux confins de Châtonnay et de Saint Jean de Bournay (38).
Hugues décède en 1194.
L'abbaye, pillée en 1789, avait, dès l'origine de son histoire, réussi à constituer huit « filiales » : Mazan, Montpeyroux, Tamié, Léoncel, Valmagne, Valcroissant, Ulmet, Sylveréal et Valbenoîte. À la vente des biens nationaux, elle fut achetée par des notaires qui la vendirent comme carrière de pierres vers 1830.

## Liste des abbés
- 1117-1141 : saint Jean I
- 1141-1151 : Goswin
- 1151-1156 : Guigues I
- 1156-1160 : Jean II
- 1160-1166 : Pierre I
- 1166-1194 : saint Hugues de Châteauneuf
- 1194-1215 : Amédée
- 1215-1220 : Antelme
- 1220-1222 : Guillaume I
- 1222-1246 : Falques
- 1246-1251 : Rigaud
- 1251-1257 : Guigues II
- 1257-1268 : Daniel
- 1268-1272 : Durand
- 1272-1276 : Adam
- 1276-1278 : Vacance
- 1278-1302 : Guillaume II
- 1302-1309 : André I
- 1309-1340 : Clément de Buffevent
- 1340-1343 : Vacance
- 1343-1360 : Guy de Vallin
- 1360-1374 : Gérard
- 1374-1397 : Jacques I de Florignac
- 1397-1430 : Pierre II de Veyronne
- 1430-1443 : Jean III Cardinal
- 1443-1462 : André II d'Amblagnieu
- 1462-1467 : Jean IV Bastonnet
- 1467-1481 : Méraud de Grolée de Meuillon
- 1481-1483 : Vacance
- 1483-1499 : Jacques II de Grolée de Meuillon
- 1499-1504 : Charles I de Grolée de Meuillon
- 1504-1512 : Louis I de Grolée de Meuillon
- 1512-1517 : Louis II de Grolée de Meuillon
- 1517-1531 : Charles II de Seyssel-La Chambre
- 1531-1537 : Jean V de Martel
- 1537-1538 : Guichard de Martel
- 1538-1552 : Annet de Grolée de Meuillon
- 1552-1557 : Aymat-Antoine de Grolée de Meuillon
- 1557-1560 : Vacance
- 1560-1563 : Guillaume III de Montmorency-Laval
- 1563-1595 : Jacques III de Fay
- 1595-1603 : Vacance
- 1603-1640 : Jean V Antoine de Flotte de La Gardette
- 1640-1643 : Vacance
- 1643-1690 : Charles III de Rosières
- 1690-1694 : Vacance
- 1694-1711 : Henri-Augustin Le Pileur
- 1711-1719 : Catherin de Carpinel
- 1719-1771 : Jean-Claude Le Bret
- 1771-1774 : Marc-Joseph de Bally de Roison
- 1774-1790 : Pierre III Sigorgne

Source : Gallia Christiana

## Présentation du site
Au XXIe siècle, il ne reste plus aucune trace de l'emplacement de cette abbaye, à l'exception d'une croix élevée en 1933 par les moines de l'abbaye Notre-Dame de Tamié située en Savoie, en hommage à leur abbaye-mère.

### Accès au site
Selon la carte IGN, le site de l'ancienne abbaye est située sur la partie orientale de la commune de Villeneuve-de-Marc, non loin de la commune de Lieudieu dans le massif de la forêt des Bonnevaux. L'ancienne route nationale 518 reliant Lyon à Die a été reclassée en RD518 passe à proximité de l'ancienne abbaye. Un panneau routier indiquant la RD14g, route de Villeneuve-de-Marc permet de traverser la forêt et de rejoindre la petit route forestière du château de Bonnevaux.

### Galerie photos

Quelques photos du site de l'abbaye de Bonnevaux en mars 2019
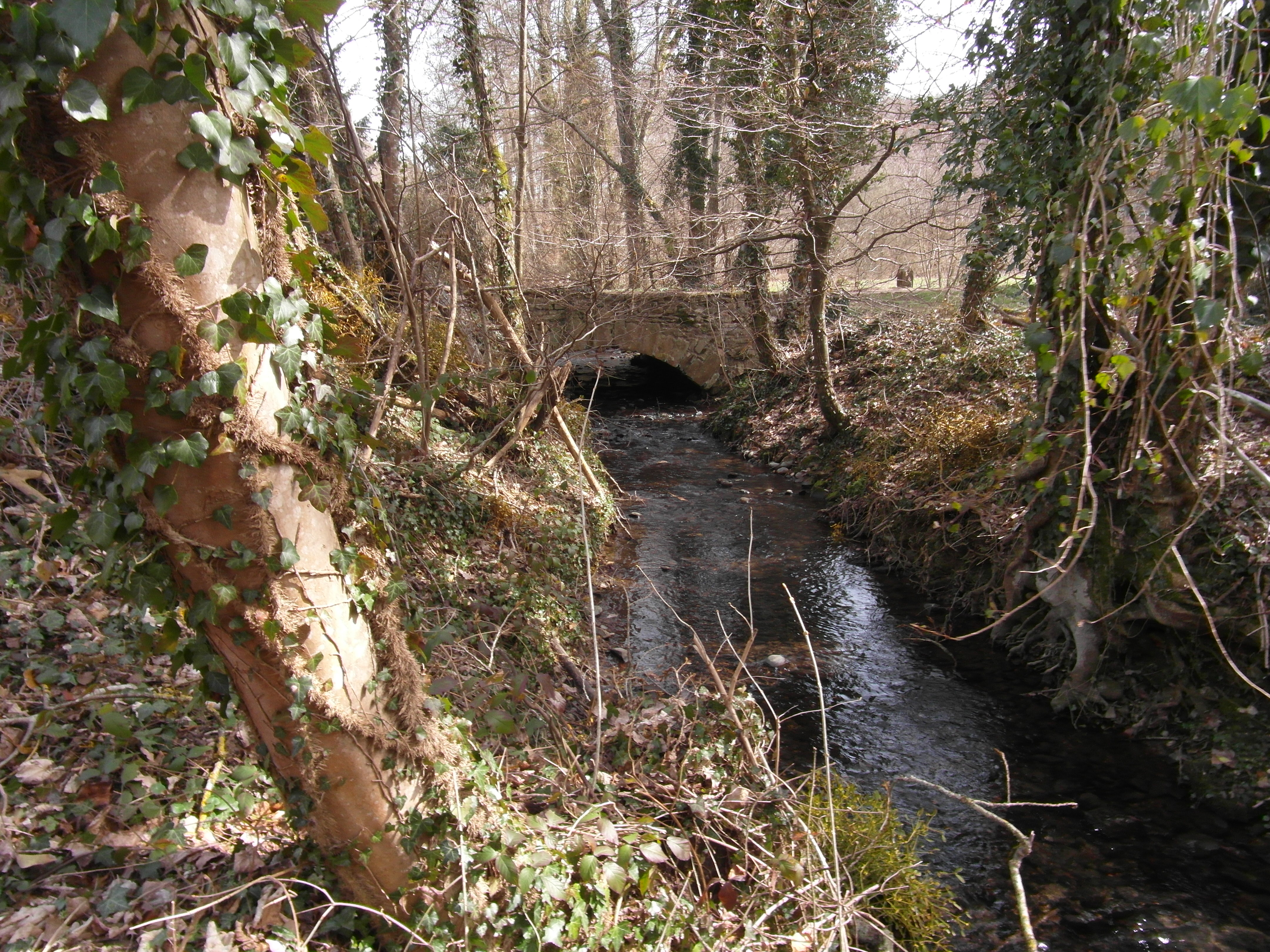
Pont sur la Gère.
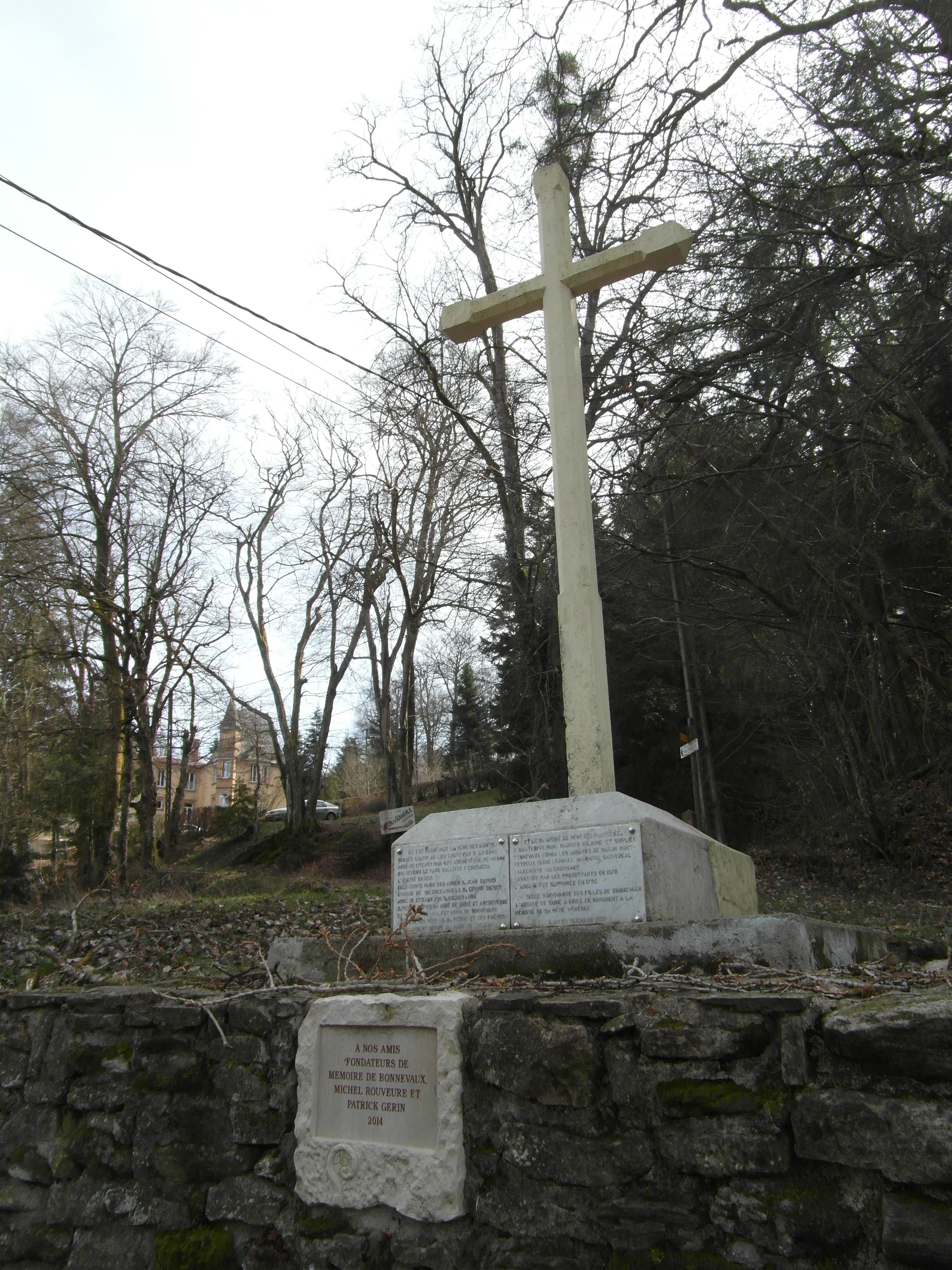
La Croix de Bonnevaux.
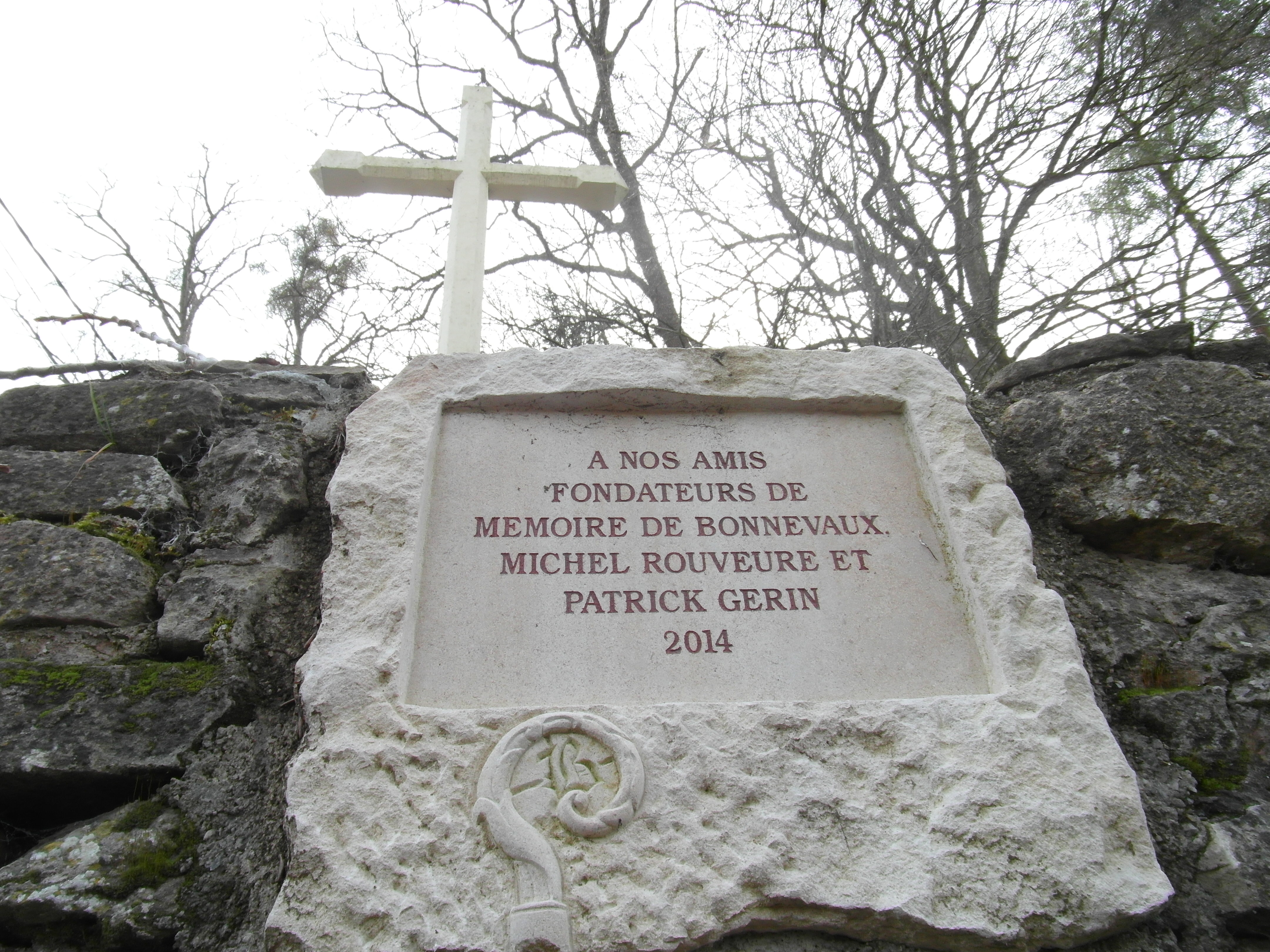
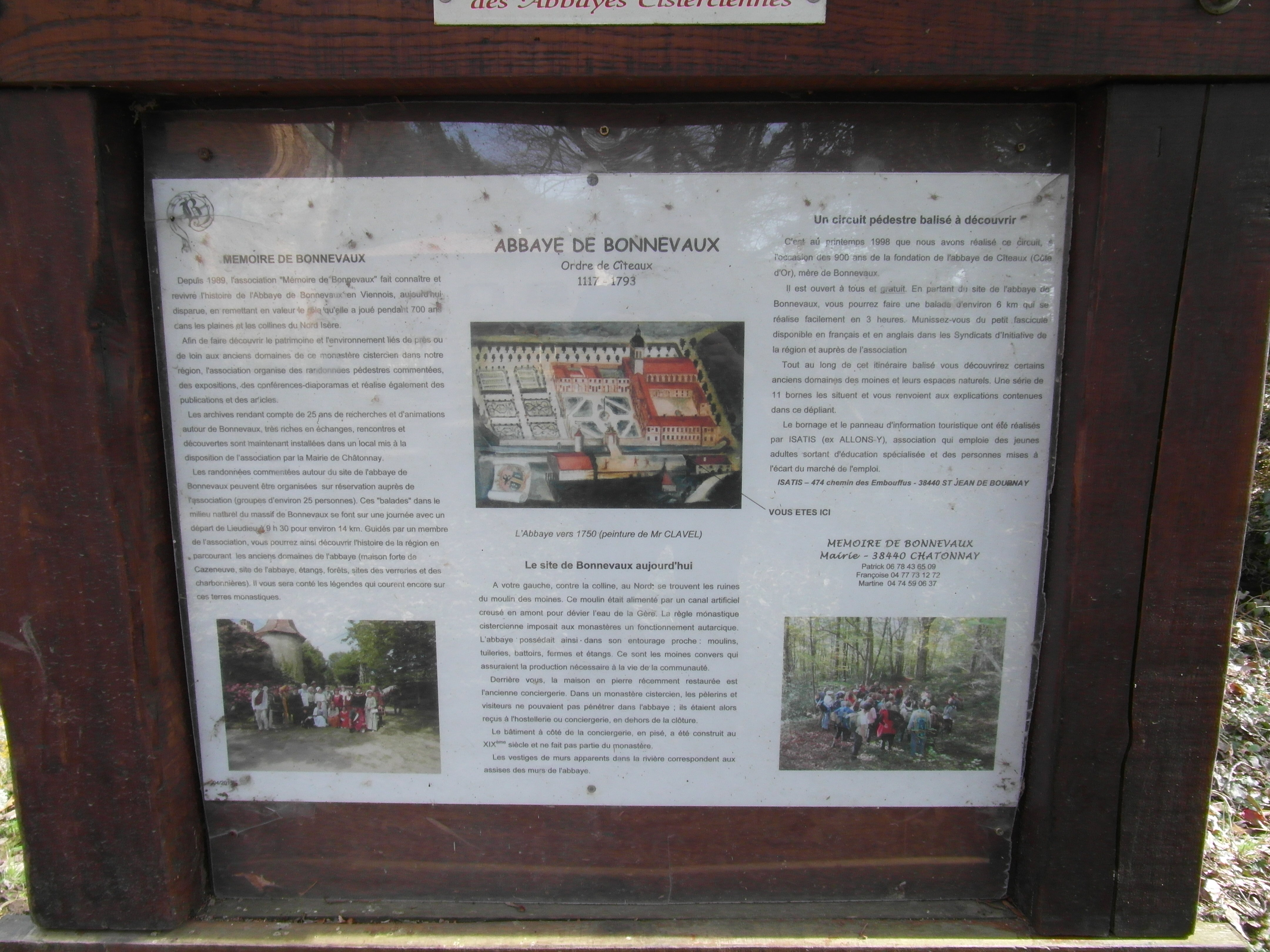
Panneau de présentation de l'abbaye de Bonnevaux.
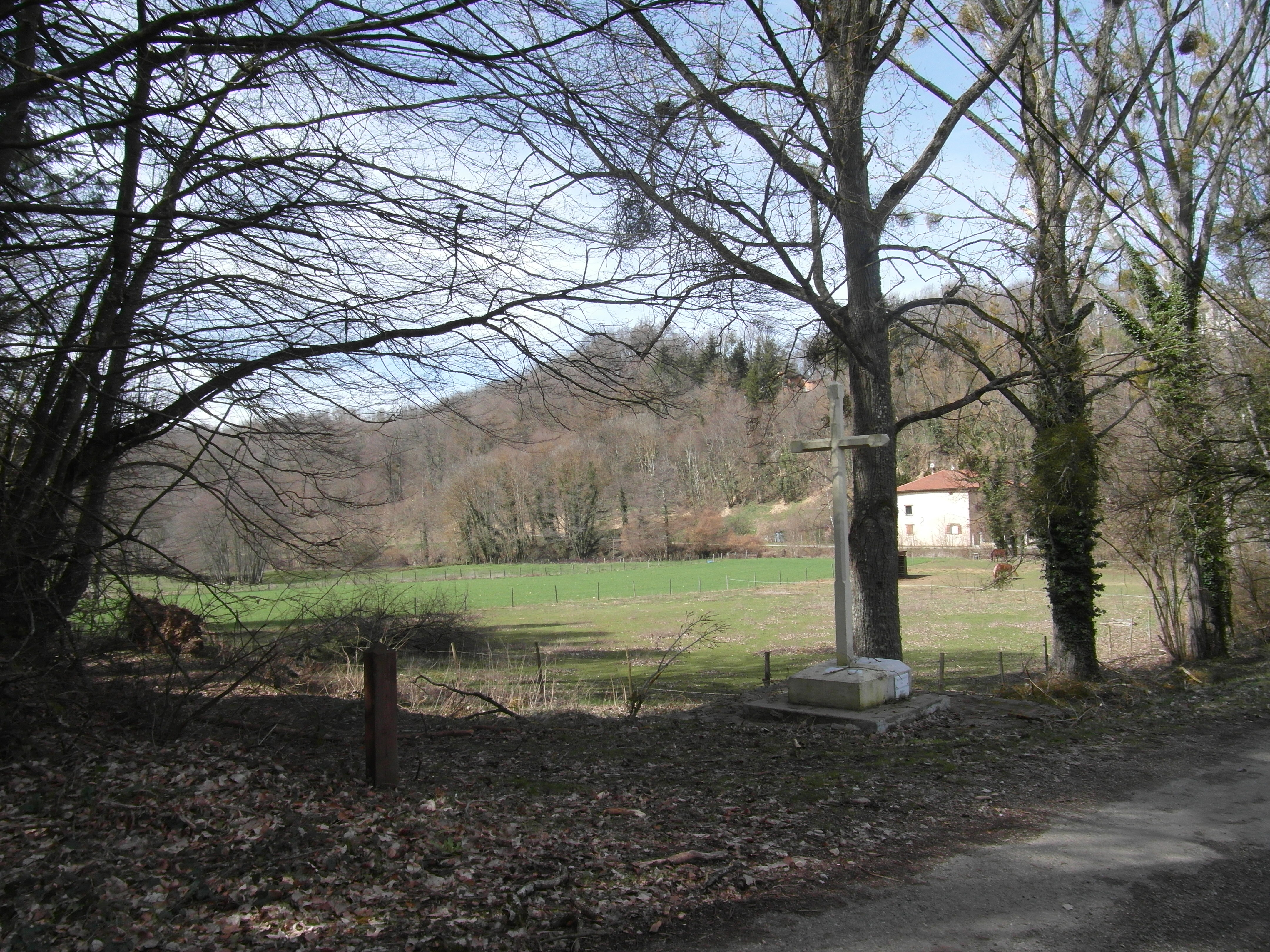
Emplacement de l'abbaye.
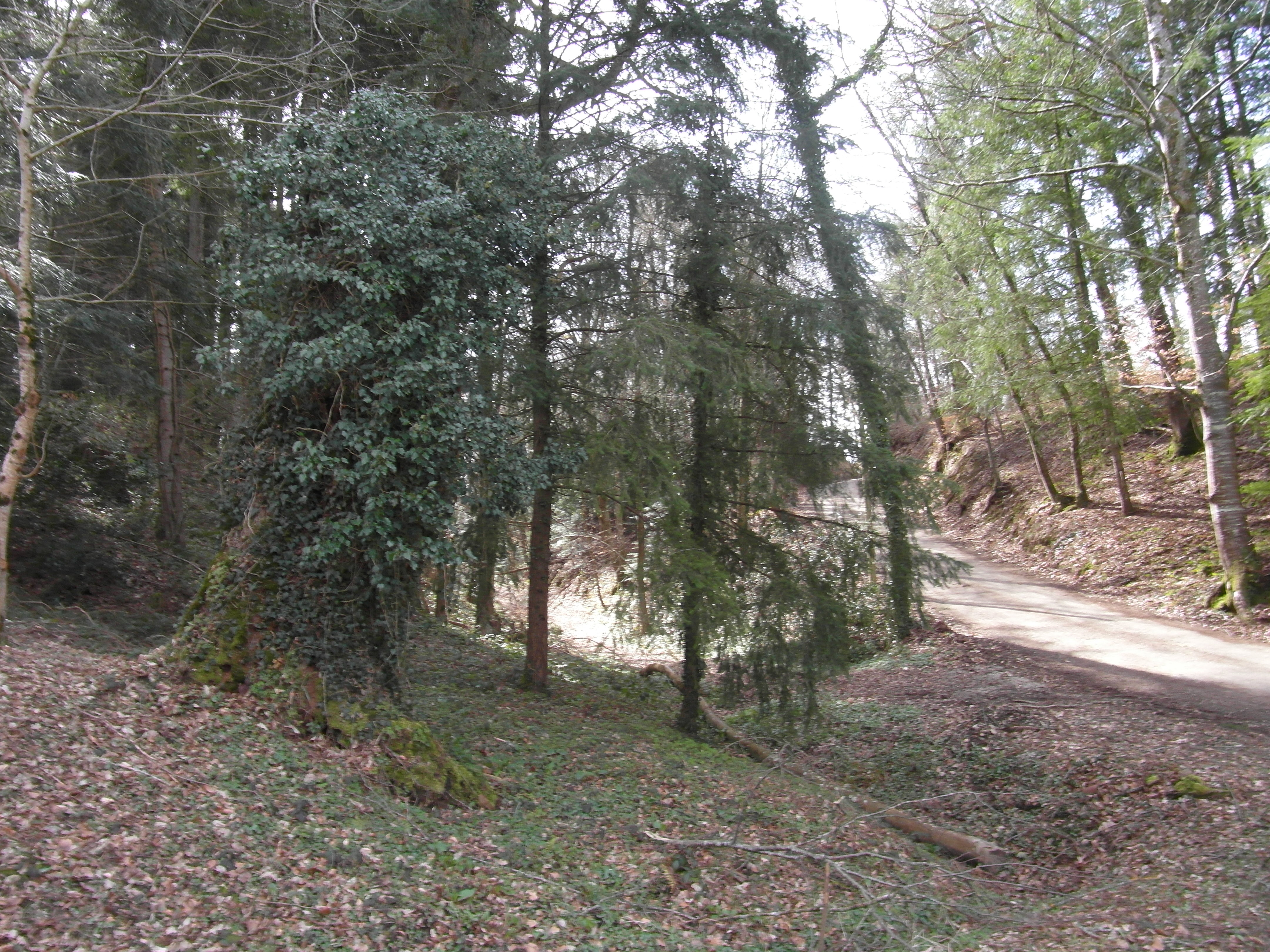
Forêt de Bonnevaux à proximité de l'abbaye.

## Postérité
Une association dénommée Mémoire de Bonnevaux permet de découvrir l'histoire de l'ancienne abbaye mais aussi de rendre hommage aux moines cisterciens, à travers des expositions dont certaines ont été organisées en 2017, afin de célébrer le 900e anniversaire de la création du monastère.